# Simulium rurutuense
Simulium rurutuense är en tvåvingeart som beskrevs av Craig 1997. Simulium rurutuense ingår i släktet Simulium och familjen knott. Inga underarter finns listade i Catalogue of Life.